# Unterschwellige Werbung
Unterschwellige Werbung bezeichnet eine Form der Werbung, die auch bei angespannter Aufmerksamkeit nicht bemerkt werden kann, etwa weil sie aus sehr kurzen Botschaften besteht, die mittels Tachistoskop eingeblendet werden. Eine Alternativbezeichnung lautet geheime Verführer (engl. hidden persuaders).
Ein Ziel von unterschwelliger Werbung ist das Verhindern von Abwehrreaktionen gegen das beworbene Produkt oder die werbende Firma. Der Rezipient soll demnach eine ihm unerklärliche Einstellungsänderung nachträglich durch positive Produkteigenschaften rechtfertigen. Allerdings ist die Wahrnehmungsschwelle nicht bei allen Menschen gleich.
Die Wirksamkeit unterschwelliger Botschaften ist umstritten. Zahlreiche Menschen glauben daran und fürchten eine größere Wirksamkeit gegenüber nicht-unterschwelliger Werbung.

## Erste Diskussionen
Zum ersten Mal in einer breiten Öffentlichkeit diskutiert wurden Praktiken der unterschwelligen Werbung, nachdem der Journalist Vance Packard 1957 in seinem Bestseller Die geheimen Verführer über die angeblich von James Vicary entwickelte Technik der subliminalen Beeinflussung in der Werbung berichtet hatte.
Diese Untersuchungsergebnisse wurden jedoch häufig angezweifelt. Tatsächlich stellte sich fünf Jahre später heraus, dass James M. Vicary mit dieser bis dahin unbekannten Technik neue Kunden für seine Werbeagentur Subliminal Projection Co. gewinnen wollte und dass das Experiment in dieser Form nie stattgefunden hatte.
Im Rahmen der vorgetäuschten Iss-Popcorn-trink-Cola-Studie von James Vicary seien während eines Films für Bruchteile von Sekunden Werbebotschaften wie „Trinkt Coca Cola!“ oder „Esst Popcorn!“ gezeigt worden. Packard behauptete in seinem Buch nun, dass diese nicht bewusst wahrnehmbaren Werbeeinblendungen im Foyer des Kinos den Verkauf von Coca Cola um 18,1 % und den Verkauf von Popcorn um 57,7 % gesteigert hätten.

## Studien

### Wirksamkeit im Zusammenspiel mit aktuellen Bedürfnissen
Untersuchungen aus den Jahren 2006 und 2009 legen nahe, dass unterschwellige Werbung dann wirken kann, wenn die Werbebotschaften zu momentanen Bedürfnissen der Rezipienten passen.
Beyond Vicary’s fantasies
In der Studie Beyond Vicary’s fantasies: The impact of subliminal priming and brand choice (engl. für ‚Über Vicarys Fantasien hinaus: die Wirksamkeit von unterschwelligem Priming und der Markenwahl‘) aus dem Jahr 2006 führte die unterschwellige Darbietung des Markennamens eines Eistee-Getränks dazu, dass mehr Probanden dieses Getränk gegenüber Mineralwasser bevorzugten. Dies war allerdings nur dann der Fall, wenn sie durstig waren. Auf alle anderen Probanden hatte die unterschwellige Botschaft keinen Effekt.
The hidden persuaders break into the tired brain
In der Studie The hidden persuaders break into the tired brain (engl. für ‚die geheimen Verführer dringen in das müde Gehirn ein‘) aus dem Jahr 2009 führte die unterschwellige Darbietung des Logos einer Dextrose-Tablette während eines Computerspiels dazu, dass die Probanden das Produkt verstärkt konsumierten – allerdings nur dann, wenn sie müde waren und das Bedürfnis hatten, ihre Konzentrationsfähigkeit zu erhöhen.

## Rechtslage
In Deutschland regelt der Medienstaatsvertrag, dass Werbung als solche leicht erkennbar sein muss und dass keine Techniken zur unterschwelligen Beeinflussung eingesetzt werden dürfen (§ 8 Abs. 3).
In der Schweiz untersagt das Bundesgesetz über Radio- und Fernsehen (RTVG) «Schleichwerbung und unterschwellige Werbung» (Art. 10, Ziff. 3).

## Rezeption in der Populärkultur
Das Thema wird in einer Folge der Fernsehserie Columbo aus dem Jahre 1973 aufgegriffen und die Technik mit vorheriger Schaffung des Bedürfnisses für einen Mord verwendet. (→ Subliminal (Psychologie) – Rezeption in der Populärkultur)